# Игра с неполной информацией
Байесовская игра (англ. Bayesian game) или игра с неполной информацией (англ. incomplete information game) в теории игр характеризуются неполнотой информации о соперниках (их возможных стратегиях и выигрышах), при этом у игроков есть веры относительно этой неопределённости. Байесовскую игру можно преобразовать в игру полной, но несовершенной информации, если принять допущение об общем априорном распределении. В отличие от неполной информации, несовершенная информация включает знание стратегий и выигрышей соперников, но история игры (предыдущие действия оппонентов) доступна не всем участникам.
Джон Харсаньи описал байесовские игры следующим образом. В дополнение к фактическим участникам игры появляется виртуальный игрок «Природа». Природа наделяет каждого из фактических участников случайной переменной, значения которой называются типами. Распределение (плотность или функция вероятности) типов для каждого из игроков известно. В начале игры природа «выбирает» типы игроков. Тип, в частности, определяет функцию выигрыша участника. Таким образом, неполнота информации в байесовской игре — незнание по крайней мере одним игроком типа некого другого участника. Игроки обладают верами относительно типов соперников; вера — вероятностное распределение на множестве возможных типов. В процессе игры веры обновляются в соответствии с теоремой Байеса.

## Определение
Игра определяется так:
{\displaystyle G=\langle N,\Omega ,\langle A_{i},u_{i},T_{i},\tau _{i},p_{i},C_{i}\rangle _{i\in N}\rangle }, где
1. {\displaystyle N} — множество игроков.
2. {\displaystyle \Omega } — множество состояний природы. Пример состояния природы: порядок колоды в карточной игре.
3. {\displaystyle A_{i}} — множество действий игрока {\displaystyle i}. Пусть {\displaystyle A=A_{1}\times A_{2}\times \dotsb \times A_{N}}.
4. {\displaystyle T_{i}} — множество типов игрока {\displaystyle i}. Тип определяется по правилу {\displaystyle \tau _{i}\colon \Omega \rightarrow T_{i}}.
5. {\displaystyle C_{i}\subseteq A_{i}\times T_{i}} определяет доступные действия для игрока {\displaystyle i}, обладающего неким типом в {\displaystyle T_{i}}.
6. {\displaystyle u_{i}\colon \Omega \times A\rightarrow R} функция выигрыша игрока {\displaystyle i}. Более формально, пусть {\displaystyle L=\{(\omega ,a_{1},\dotsc ,a_{N})\mid \omega \in \Omega ,\forall i,(a_{i},\tau _{i}(\omega ))\in C_{i}\}}, и {\displaystyle u_{i}\colon L\rightarrow R}.
7. {\displaystyle p_{i}} распределение вероятности на {\displaystyle \Omega } для каждого игрока {\displaystyle i}, то есть каждый игрок по-разному оценивает вероятности состояний природы; в течение игры они его не знают.

Чистая стратегия {\displaystyle s_{i}\colon T_{i}\rightarrow A_{i}} должна удовлетворять {\displaystyle (s_{i}(t_{i}),t_{i})\in C_{i}} для всех {\displaystyle t_{i}}. Стратегия каждого игрока зависит только от его типа, так как типы других игроков для него скрыты. Ожидаемый выигрыш игрока {\displaystyle i} при данном стратегическом профиле равен {\displaystyle u_{i}(S)=E_{\omega \sim p_{i}}[u_{i}(\omega ,s_{1}(\tau _{1}(\omega )),\dotsc ,s_{N}(\tau _{N}(\omega )))]}.
Пусть {\displaystyle S_{i}} — множество чистых стратегий, {\displaystyle S_{i}=\{s_{i}\colon T_{i}\rightarrow A_{i}\mid (s_{i}(t_{i}),t_{i})\in C_{i},\forall t_{i}\}.}
Байесовское равновесие игры {\displaystyle G} определяется как равновесие Нэша (возможно, в смешанных стратегиях) игры {\displaystyle {\hat {G}}=\langle N,{\hat {A}}=S_{1}\times S_{2}\times \dotsb \times S_{N},{\hat {u}}=u\rangle }. Если игра {\displaystyle G} конечна, байесовское равновесие существует всегда.

## Примеры

### Дилемма шерифа
Шериф сталкивается с подозреваемым. Оба должны одновременно принять решение о том, следует ли стрелять.
Подозреваемый имеет два возможных типа: «преступник» и «законопослушный». У шерифа есть только один тип. Подозреваемому известен его тип, шерифу же он неведом. Таким образом, в игре присутствует неполная информация, она относится к классу байесовских. По мнению шерифа, с вероятностью p подозреваемый является преступником, с вероятностью 1-p — законопослушным гражданином. Величины p и 1-p известны обоим игрокам, поскольку делается допущение об общем априорном распределении. Именно оно позволяет преобразовать эту игру в игру полной, но несовершенной информации.
Шериф предпочёл бы стрелять, если стреляет подозреваемый, и избежать стрельбы в противном случае (даже если подозреваемый действительно является преступником). Преступник склонен стрелять (даже если шериф не стреляет), в то время как законопослушный гражданин хочет избежать конфликта любым образом (даже если шериф стреляет). Матрицы выигрышей зависит от типа подозреваемого:
| Тип = «Законопослушный» | Тип = «Законопослушный» | Действие шерифа | Действие шерифа |
| Тип = «Законопослушный» | Тип = «Законопослушный» | Стрелять        | Не стрелять     |
| ----------------------- | ----------------------- | --------------- | --------------- |
| Действие подозреваемого | Стрелять                | -3, -1          | -1, -2          |
| Действие подозреваемого | Не стрелять             | -2, -1          | 0, 0            |

| Тип = «Преступник»      | Тип = «Преступник» | Действие шерифа | Действие шерифа |
| Тип = «Преступник»      | Тип = «Преступник» | Стрелять        | Не стрелять     |
| ----------------------- | ------------------ | --------------- | --------------- |
| Действие подозреваемого | Стрелять           | 0, 0            | 2, -2           |
| Действие подозреваемого | Не стрелять        | -2, -1          | -1,1            |

Если оба имеется общее знание о рациональности игроков (игрок 1 рационален; игрок 1 знает, что игрок 2 рационален; игрок 1 знает, что игрок 2, знает, что игрок 1 рационален и т.д. до бесконечности) игра пройдёт по следующему равновесному (совершенное байесовское равновесие) сценарию:
Когда подозреваемый имеет тип «законопослушный», доминирующая стратегия для него — не стрелять, когда же он имеет тип «преступник», доминирующая стратегия предписывает ему стрелять. Сильно доминируемые стратегии можно исключить из рассмотрения. Тогда если шериф стреляет, он получает 0 с вероятностью p и -1 с вероятностью 1-p. Его ожидаемый выигрыш составляет p-1. Если шериф не стреляет, ему полагается -2 с вероятностью p и 0 с вероятностью 1-p; ожидаемый выигрыш равен -2p. Шериф всегда будет стрелять при условии p-1 > -2p, то есть когда p > 1/3.